# Take Note
Take Note är en kanadensisk musikalisk komediserie från 2022 vars första säsong består av tio avsnitt. Serien hade premiär på Family Channel den 24 februari 2022. Serien är skapad av Joan Lambur som även skrivit seriens manus. För regin har bland andra James Dunnison, Warren P. Sonoda och Joyce Wong svarat. Serien kommer att visas på Viaplay med start 27 maj 2023.

## Handling
Serien kretsar kring 14-årige Calvin Richards som tävlar i en sångtävling öppen för tonåringar, Take Note. Tillsammans med sin familj försöker hitta nya vänskapsrelationer och samtidigt ta sig långt i tävlingen.

## Rollista i urval
- Braelyn Rankins
- Aadin Church
- Sebastian Spencer
- Christopher Seivright
- Kimberly-Ann Truong
- Nadine Whiteman Roden